# Byrd (cráter marciano)
Byrd es un cráter de impacto situado en el cuadrángulo Mare Australe de Marte, localizado en las coordenadas 65.22°S de latitud y 127.83°E de longitud. Tiene 123,3 km de diámetro y recibió su nombre en honor de Richard E. Byrd en 1976.